# Крістіан Морґенштерн
Крістіан Отто Йозеф Вольфґанґ Морґенштерн (нім. Christian Otto Josef Wolfgang Morgenstern; 6 травня 1871, Мюнхен — 31 березня 1914, Мерано) — німецький поет, письменник і перекладач, класик німецької літератури кінця XIX — початку XX століть. Особливо популярною у читачів була його гумористична лірика.

## Біографія
Морґенштерн народився в родині художників. Відомим німецьким живописцем був дід хлопчика, також Крістіан Морґенштерн; художниками-пейзажистами були і його батько, Карл Ернст Моргенштерн, і дід по матері. У 1881 році помирає від туберкульозу мати Крістіана, Шарлотта Морґенштерн, уроджена Шертель. Незабаром після цього його відправляють у Гамбург, до хресного, торговця предметами мистецтва Арнольда Отто Меєру, де Крістіан перебував дуже неохоче. Через рік хлопчик повернувся в Мюнхен, і незабаром він був відправлений в інтернат в Ландсгуте, де для підтримання дисципліни вдавалися до тілесних покарань.
У 1883 році батько Крістіана одружився вдруге, на Амалії фон Далл-Армі, та разом із дружиною і Крістіаном їде в Бреславль (нині Вроцлав), де отримує місце в Королівській академії мистецтв. Майбутній письменник вступає тут в гімназію Марії Магдалини. У віці 16 років тут він пише свої перші твори — трагедію Олександр Болгарський і опис мінералів Mineralogia popularis (Популярна мінералогія). Обидва ці твори не збереглися. Морґенштерн захоплювався філософією Шопенгауера.
У віці 18 років у гімназії він познайомився з Фрідріхом Кайслером і Фріцем Бебло; обидва вони стануть на все життя друзями письменника. Восени 1889 Морґенштерн вступив до військового училища, так як батько бажав для свого сина кар'єри офіцера. Втім, через півроку юнак залишив училище і продовжив навчання в гімназії міста Зорав (нині Жари). Тут він разом з друзями випускає журнал Deutscher Geist (Німецький дух), девізом якого стали слова Кромвеля: «Далі всіх піде той, хто не знає, куди він іде».
У 1893 році Морґенштерн організовує гумористичне товариство «Самсара». Вступив в університет в Бреславлі на факультет господарства та економіки, влітку Крістіан разом з Кейслером їде в Мюнхен, проте незабаром, у зв'язку із загостренням туберкульозу, успадкованого від матері, він був змушений покинути це місто і пройти лікування на водах, в Бад Рейнерці (нині Душники-Здруй). Після повернення в Бреславль Крістіан дізнається про розлучення батька, після чого знову їде на лікування в Зоран.
Оскільки подальше навчання в університеті було для Морґенштерна неможливим, друзі запропонували йому фінансову допомогу для лікування в Давосі, а професор Дан взявся оплатити витрати з навчання Крістіана аж до отримання ним диплому. Однак обидві ці пропозиції відхилив його батько, після чого Морґенштерн приймає рішення стати професійним письменником. Після третього одруження батька відносини між ними надовго припиняються.

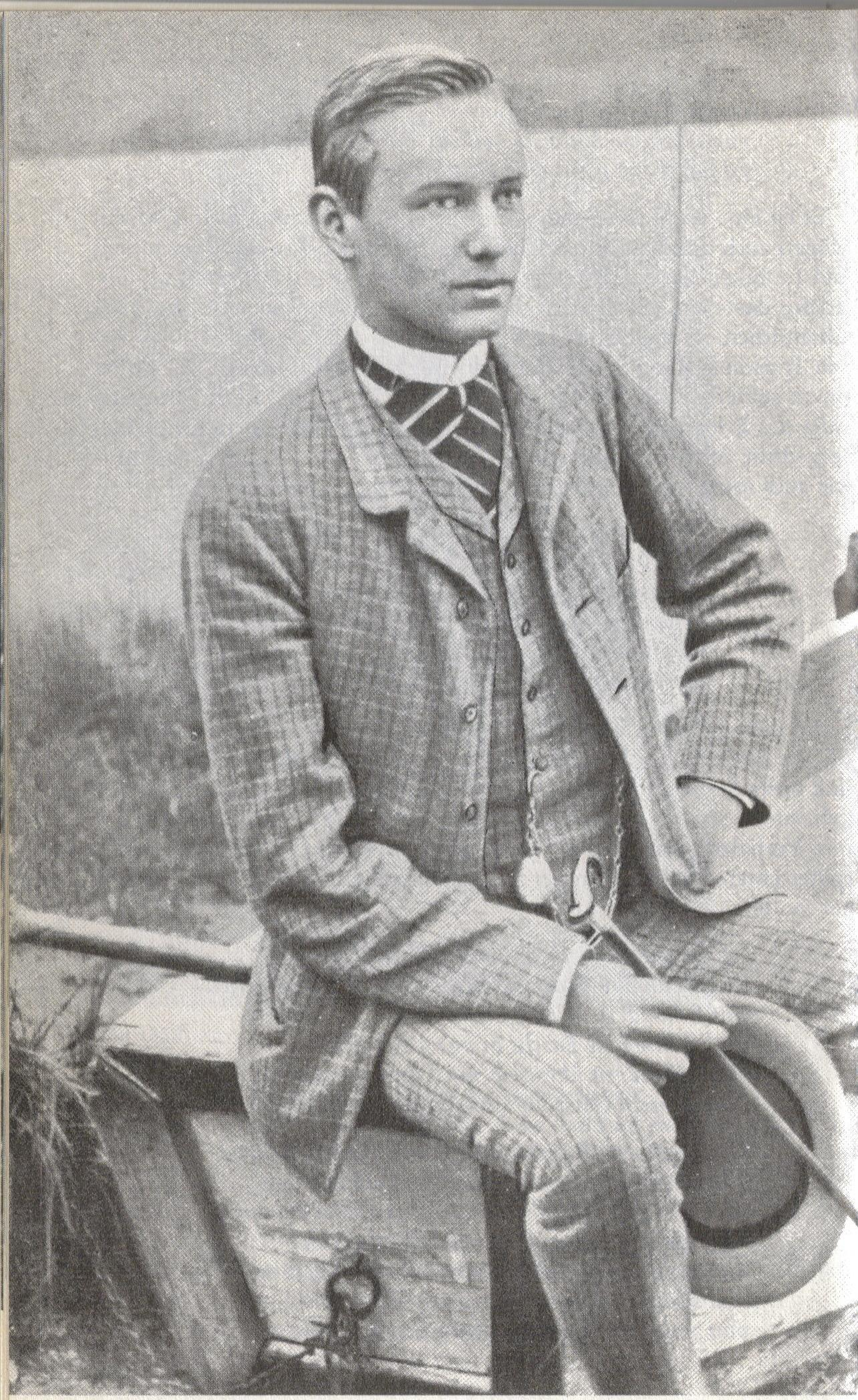
Письменник у віці 18-ти років

У квітні 1894 року Морґенштерн переїжджає в Берлін, де він, в тому числі і за допомоги батька, який шукав примирення, отримав місце в Берлінській Національній галереї. Він знайомиться з роботами Ніцше і Поля Лаґарда, співпрацює в журналах і газетах — «Щоденний огляд» (Tägliche Rundschau), «Вільна сцена» (Freie Bühne), «Сторож мистецтва» (Der Kunstwart) і «Глядач» (Der Zuschauer). У 1895 році виходить у світ перша книга Морґенштерна, збірник поезії In Phanta's Schloß («У палаці фантазії»).
В цьому і в наступних роках письменник багато подорожує: він ходить під вітрилом по озеру Мюггельзе, відвідує Гельголанд, Зильт і Зальцбург. Влітку 1897 року він, виконуючи замовлення, перекладає з французької мови автобіографічний роман Августа Стріндберга Inferno. У жовтні 1897 Морґенштерн підписує контракт з видавництвом S. Fischer Verlag на переклад творів Генріка Ібсена (незважаючи на те, що на той момент він не володів норвезькою мовою). З травня 1898 по осінь 1899 року К. Морґенштерн жив у Норвегії, в першу чергу з метою вивчення мови. В цей час він неодноразово зустрічається з Ібсеном.
У 1900 році письменникові доводиться виїхати на лікування в Давос; він також відвідує Фірвальдштетське озеро, Цюрих, Ароза, Мілан, Портофіно, Гейдельберг і Флоренцію. У грудні 1902 Морґенштерн їде в Рим і в травні 1903 повертається в Берлін. У цей період він зайнятий перекладами з Кнута Гамсуна і Б'єрнстьєрне Б'єрнсона. У 1903—1905 роках Морґенштерн як і раніше періодично вживає різних оздоровчих заходів (у Вик, Біркенвердері та ін.), не завжди успішних. У 1905 році виходять друком його «Пісні шибеника» (Galgenlieder), у цей же час письменник знайомиться з творчістю Достоєвського. У наступному році Морґенштерн їде на лікування в гори, де займається філософією; вивчає роботи Фіхте, Гегеля, Спінози, Беме, Фехнера, Толстого.
У липні 1908 року на курорті в Бад Дрейкірхені, Морґенштерн знайомиться зі своєю майбутньою дружиною, також легенево хворою, Марґарет Ґозебрух фон Ліхтенштерн. Після від'їзду Марґарети між закоханими почалася жвава переписка. Після того, як Марґарета в жовтні знову захворіла, Крістіан відвідував її під Фрайбургом. Однак у зв'язку з тим, що перебування стороннього чоловіка в будинку хворої суперечило суспільній моралі, Морґенштерн незабаром змушений був виїхати в Страсбург. У листопаді 1908 року видужала Марґарита приїжджає в Берлін, куди спрямувався і Крістіан.
У січні 1909 року Морґенштерн познайомився в Берліні з ученим і філософом Рудольфом Штейнером, і між ними зав'язалися дружні відносини. Щоб слухати його лекції, Морґенштерн наслідував за Штейнера в його поїздках в Дюссельдорф, Кассель, Мюнхен і Осло. У 1909 року він, слідом за Маргарет, вступає в керовану Штейнером Німецьку секцію Теософського товариства. Після розколу в цій організації в 1912—1913 роках Морґенштерн приймає сторону Штейнера і разом із ним бере участь в роботі Антропософського товариства. В1909 році він продовжує перекладати Ґамсуна, їде на Теософський конгрес у Будапешт, відвідує батька в Вольфсхау і подорожує з Марґарет по Шварцвальду. Там Морґенштерн захворіває бронхітом, ускладненим численними поїздками. Після одужання Крістіан і Маргарета повінчалися 7 березня 1910 року. У тому ж році починається співпраця Морґенштерна з Рейнхардом Піпером, главою видавництва Piper Verlag, яке тривало до кінця життя письменника.

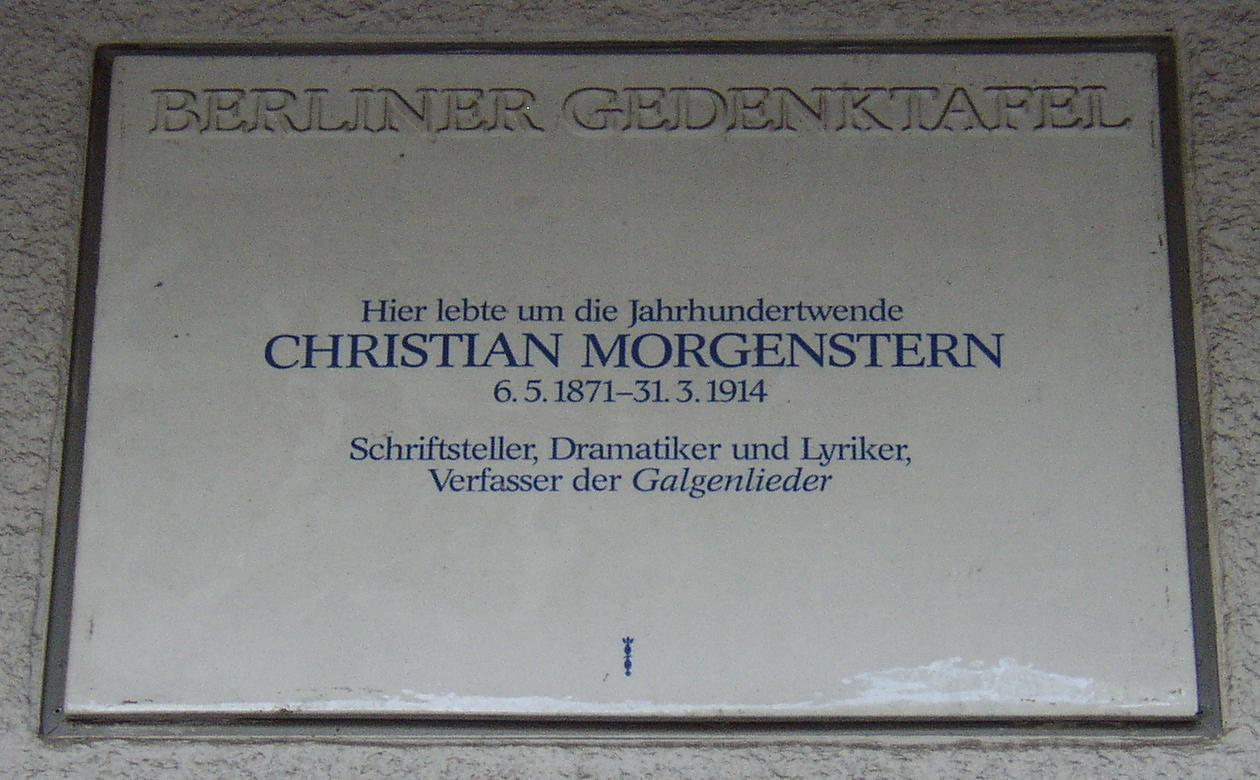
Пам'ятна дошка на честь письменника в Берлін-Шарлоттенбурзі

З травня по серпень 1910 року письменник перебуває на курорті в Бад Дюрренштейні, в Доломітових Альпах, потім присутній на лекціях Штейнера в Берні. Після поїздки в Мюнхен, в жовтні цього року Морґенштерн здійснює велику подорож по Італії: він відвідує Верону, Мілан, Геную, Палермо. Кінцевою точкою цієї поїздки стає Таорміна на Сицилії. Морґенштерн і Марґарета розраховували провести в Таорміні не менше як півроку, проте незабаром Крістіан знову тяжко захворів і змушений був в лютому 1911 року лягти в Німецький госпіталь в Римі, а потім відправитися для поправки здоров'я в лісовій санаторій в Ароза. Тут він зустрів свого батька і матір Марґарити, які тривалий час були не згодні зі шлюбом Крістіана і Марґарити, і лише згодом настало примирення. Після декількох місяців лікування Морґенштерн покинув санаторій і оселився з дружиною в Арозі.
У 1912 році письменник отримує допомогу в розмірі 1000 марок від Фонду німецьких письменників і незабаром після цього переїжджає в Давос. Як і раніше хворий, він залишає санаторій і, разом з Марґаритою, їде в Цюрих, де в жовтні зустрівся зі Штейнером. Потім повертається до Арози та пише звернення, в якому пропонує кандидатуру Штейнера як кандидата на отримання Нобелівської премії миру (не було відправлене).
У початку 1913 року Морґенштерн їде в Портофіно, де займається перекладами віршів Фрідріха Великого (з французької мови) і зав'язує дружбу з також легеневим хворим, антропософом Міхаелем Бауером. У Мюнхені письменник знову відвідує збори з лекціями Штейнера, потім слідує за ним в Штутгарт і Лейпциг. На зборах у цих містах Марія фон Зіверс, майбутня дружина Штейнера, читає перед присутніми також і твори Морґенштерна. Ці читання в передноворічний вечір в Лейпцигу письменник сприйняв як особливе визнання його таланту.
У 1914 році стан здоров'я письменника різко погіршився. Започаткована поїздка в санаторій в Арко поблизу Тренто виявилася безуспішною, оскільки там відмовилися прийняти дуже хворого письменника. Після недовгого перебування в санаторії в Больцано Морґенштерн з'явився на віллі Геліобурґ в Мерано, де він ще продовжує працювати над збіркою «Ми знайдемо наш шлях» (Wir fanden einen Pfad). До помираючого письменника приїжджає Бауер, якому Морґенштерн перед цим написав лист. 31 березня 1914 року, близько п'ятої години ранку, Моргенштерн помер. 4 квітня в Базелі його тіло було піддано кремації. Урна з прахом зберігалася у Штейнера, потім була поміщена в новий Гетеанум. У 1992 році похована на території Гетеанума.
Після смерті поета його вдова переробила, доповнила і випустила в світ багато творів Морґенштерна, раніше маловідомі або взагалі невідомі широкому загалу — оскільки за час його короткого життя надрукована була заледве половина написаних ним творів. Перш за все відома і улюблена читачем все ж залишилася його гумористична, афористична поезія, повна любові до життя і дотепності (особливо «Пісні шибеника»).
Поезія Морґенштерна надихала багатьох композиторів, серед них слід назвати Олександра Цемлінського, Макса Регера, Пауля Гіндеміта, Ганса Ейслера, Фрідріха Ґульду, Роберта Кана, Вільфріда Гіллера, Софію Губайдуліну, Гайнца Голліґера.

### Прижиттєві видання
- In Phanta's Schloß. Цикл гумористично-фантастичних віршів. Taendler, Berlin 1895
- Auf vielen Wegen. Поезія. Schuster & Loeffler, Berlin 1897
- Horatius Travestitus. Жарти студента. Schuster & Loeffler, Berlin 1897
- Ich und die Welt. Поезія. Schuster & Loeffler, Berlin 1898
- Ein Sommer. Вірші. S. Fischer, Berlin 1900
- Und aber ründet sich ein Kranz. S. Fischer, Berlin 1902
- Galgenlieder. Bruno Cassirer, Berlin 1905
- Melancholie. Нові вірші. Bruno Cassirer, Berlin 1906
- Osterbuch (Назва на обкладинці: ‚Hasenbuch (Заяча книга)‘). Дитячі вірші, Bruno Cassirer, Berlin 1908; Перевидання: Inselbuch 1960 і Nomos Verlagsgesellschaft, Baden Baden 1978 ISBN 3-937801-16-2
- Palmström (mit Umschlagzeichnung von Karl Walser). Bruno Cassirer, Berlin 1910
- Einkehr. Поезія. Piper, München 1910
- Ein Butterbrotpapier im Wald. Поезія, 1910
- Ich und Du. Сонети і пісні. Piper, München 1911
- Wir fanden einen Pfad. Нові вірші. Piper, München 1914

### Переклади
- August Strindberg: Inferno. Georg Bondi, Berlin 1898
- Knut Hamsun: Abendröte. Schauspiel in drei Aufzügen. Langen, München 1904
- Björnstjerne Björnson: Gedichte. Ludwig Fulda, hg. v. Julius Elias. Langen, München 1908
- Henrik Ibsen: Sämtliche Werke in deutscher Sprache. Durchgesehen und eingeleitet von Georg Brandes, Julius Elias, Paul Schlenther. Übersetzt von Christian Morgenstern (u.a.), 10 Bände. S. Fischer, Berlin 1898—1904
- Die grossen Dramen. Übersetzt von Christian Morgenstern und Emma Klingenfeld. Nachwort v. A. Viviani. Artemis & Winkler, Zürich 2006, ISBN 978-3-538-06311-2

### Повне зібрання з коментарями
Штутгартське видання Verlags Urachhaus, Stuttgart, hg. unter der Leitung von Reinhardt Habel.
- Band 1: Lyrik 1887—1905, hg. v. Martin Kiessig, 1988, ISBN 3-87838-501-3
- Band 2: Lyrik 1906—1914, hg. v. Martin Kiessig, 1992, ISBN 3-87838-502-1
- Band 3: Humoristische Lyrik, hg. v. Maurice Cureau, 1990, ISBN 3-87838-503-X
- Band 4: Episches und Dramatisches, hg. v. Reinhardt Habel und Ernst Kretschmer, 2001, ISBN 3-87838-504-8
- Band 5: Aphorismen, hg. v. Reinhardt Habel, 1987, ISBN 3-87838-505-6
- Band 6: Kritische Schriften, hg. v. Helmut Gumtau, 1987, ISBN 3-87838-506-4
- Band 7: Briefwechsel 1878—1903, hg. v. Katharina Breitner, 2005, ISBN 3-87838-507-2
- Band 8: Briefwechsel 1905—1908
- Band 9: Briefwechsel 1909—1914